# Saint-Florent-des-Bois
Saint-Florent-des-Bois è un comune francese soppresso e frazione del dipartimento della Vandea nella regione dei Paesi della Loira. Dal 1º gennaio 2016 si è fuso con il comune di Chaillé-sous-les-Ormeaux per formare il nuovo comune di Rives de l'Yon.

## Società

### Evoluzione demografica
Abitanti censiti